# Discovery Bay (ort)
Discovery Bay är en ort i Jamaica.   Den ligger i parishen Parish of Saint Ann, i den norra delen av landet, 80 km nordväst om huvudstaden Kingston. Discovery Bay ligger 29 meter över havet och antalet invånare är 2 535. Den ligger på ön Jamaica.
Terrängen runt Discovery Bay är kuperad åt sydost, men västerut är den platt. Havet är nära Discovery Bay norrut. Runt Discovery Bay är det ganska tätbefolkat, med 134 invånare per kvadratkilometer. Närmaste större samhälle är Runaway Bay, 6,8 km öster om Discovery Bay. 